# Tamara Nikolaevna Lisician
Tamara Nikolaevna Lisician (in russo Тама́ра Никола́евна Лисициа́н?; in armeno Թամար Նիկոլայի Լիսիցյան?, T'amar Nikolayi Lisic’an; Tbilisi, 3 marzo 1923 – Mosca, 29 novembre 2009) è stata una regista sovietica.

## Filmografia parziale

### Regista
- Cipollino (1973)
- Na Granatovych ostrovach (1981)